# محوطه شاغاردی
محوطه شاغاردی مربوط به سده‌های اولیه دوران‌های تاریخی پس از اسلام است و در شهرستان نمین، بخش عنبران، روستای کلش واقع شده و این اثر در تاریخ ۲۳ شهریور ۱۳۸۲ با شمارهٔ ثبت ۱۰۰۲۴ به‌عنوان یکی از آثار ملی ایران به ثبت رسیده است.